# Ndian

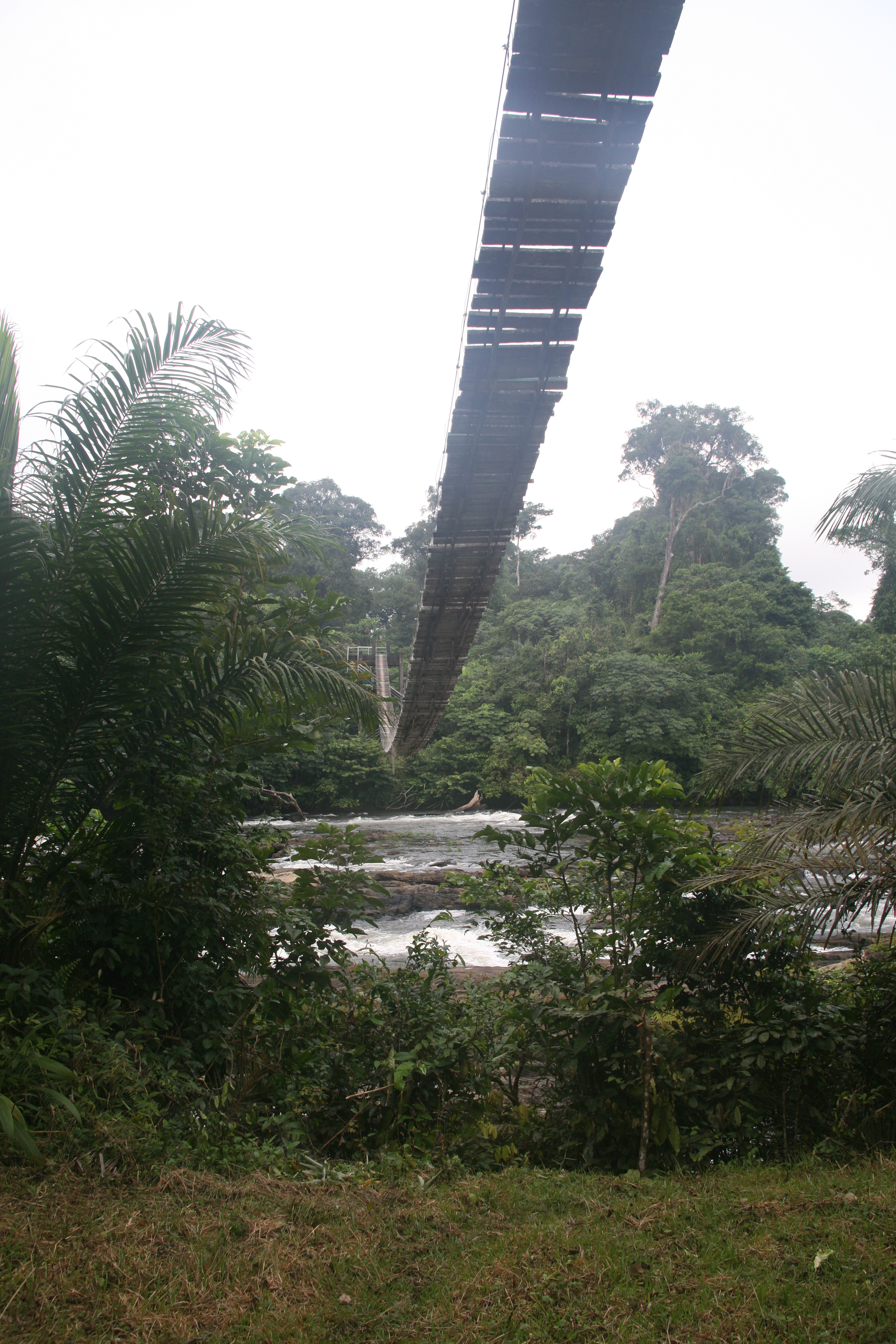
Toegang tot het nationaal park Korup in Mundemba

Ndian is een departement in Kameroen, gelegen in de regio Sud-Ouest. De hoofdplaats van het departement is Mundemba. De totale oppervlakte van het departement bedraagt 6.626 km². Met 129.659 inwoners bij de census van 2001 leidt dit tot een bevolkingsdichtheid van 20 inw/km².

## Arrondissementen en gemeenten
Ndian is onderverdeeld in zeven arrondissementen en negen gemeenten:
- Bamusso
- Ekondo-Titi
- Idabato
- Isanguele
- Kombo-Abedimo
- Kombo-Itindi
- Mundemba

De gemeenten zijn:
- Bamuso
- Dikome-Balue
- Ekondo-Titi
- Idabato
- Isanguele
- Kombo-Abedimo
- Kombo-Idinti
- Mundemba
- Toko